# 斯威夫特沃特鎮區 (明尼蘇達州伍茲湖縣)
斯威夫特沃特鎮區（英語：Swiftwater Township）是位於美國明尼蘇達州伍茲湖縣的一個行政鎮區。

## 地方資料
斯威夫特沃特鎮區的面積為93.30平方千米，當中陸地面積為92.70平方千米，而水域面積為0.60平方千米。根據2020年美國人口普查的數據，當地共有人口66人，而人口密度為每平方千米0.71人。